# NGC 7318A
NGC 7318A је елиптична галаксија у сазвежђу Пегаз која се налази на NGC листи објеката дубоког неба.
Деклинација објекта је + 33° 57' 58" а ректасцензија 22h 35m 56,7s. Привидна величина (магнитуда) објекта NGC 7318 износи 13,4 а фотографска магнитуда 14,4. NGC 7318A је још познат и под ознакама .